# Ortaköy (Beşiktaş)
Ortaköy (letteralmente "Villaggio di Mezzo" in turco) in greco conosciuto come Agios Fokas (Άγιος Φωκάς) e successivamente, nel periodo bizantino Mesachorion (Μεσαχώριον, che significa "villaggio di mezzo"), è una mahalle, precedentemente un piccolo villaggio, all'interno del distretto di Beşiktaş di Istanbul, Turchia, situato al centro della riva europea del Bosforo.
Ortaköy era una zona cosmopolita durante l'epoca ottomana e i primi decenni della Repubblica Turca, con comunità di turchi, greci, armeni ed ebrei. Oggi il quartiere ospita ancora molte strutture religiose diverse (musulmane, ebraiche, ortodosse e altri credi cristiani). È anche un luogo popolare per la gente del posto e per i turisti, con le sue gallerie d'arte, night club, caffè, bar e ristoranti.
La Moschea di Ortaköy, in stile neo-barocco, è una struttura splendidamente ornata, proprio sul molo di Ortaköy, che costeggia le acque del Bosforo, e quindi molto visibile dalle barche di passaggio.
Diverse scuole rinomate, come il Kabataş Erkek Lisesi e la Galatasaray Üniversitesi, si trovano a Ortaköy. Il pilone europeo del secondo ponte sul Bosforo, uno dei tre ponti che collegano la riva europea e quella asiatica di Istanbul, si trova anche in questo quartiere.

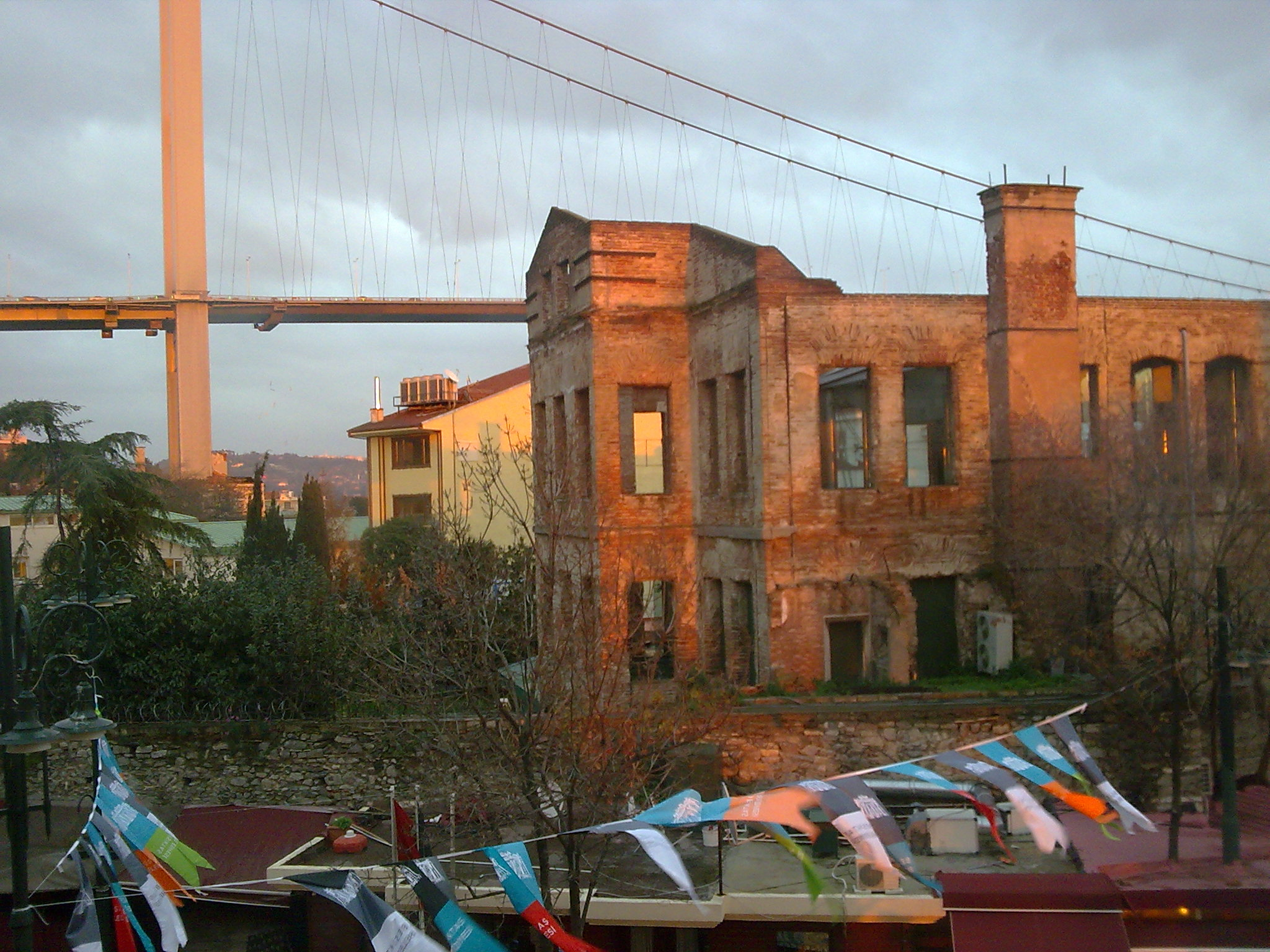
Il sole che si riflette sul palazzo di Esma Sultan (1875) a Ortaköy vicino al ponte sul Bosforo. Lo yalı di epoca ottomana, che fu donato a Esma Sultan come regalo di nozze da suo padre il Sultano Abdülaziz, fu ampiamente danneggiata da un incendio nel 1975. È stato rinnovato negli anni '90 da The Marmara Hotels e aperto nel 2001 come luogo di eventi multiuso. L'aspetto esterno dell'edificio storico bruciato non è stato toccato, creando un interessante contrasto con il suo interno moderno.

Ortaköy è stato il luogo del discorso di George W. Bush durante il vertice NATO del 2004, che ha tenuto all'Università di Galatasaray.

## Storia
Ortaköy ha avuto un posto importante nella vita quotidiana della città sia durante il periodo bizantino che ottomano. Nel XVI secolo, il sultano ottomano Solimano il Magnifico incoraggiò i turchi a trasferirsi a Ortaköy e vivere lì, il che segnò l'inizio della presenza turca nel quartiere. Uno degli edifici più antichi di Ortaköy è l'Ortaköy Hamamı, un hammam costruito dal famoso architetto ottomano Mimar Sinan nel 1556.
La famosa Moschea di Ortaköy, situata sulla piazza del molo costiero, fu originariamente costruita nel XVIII secolo. Più tardi, nel XIX secolo, l'attuale moschea, ordinata dal sultano Abdülmecid I e progettata dagli architetti (padre e figlio) Garabet Amira Balyan e Nigoğayos Balyan in stile neo-barocco, fu costruita tra il 1854 e il 1856.
Nel 1871, il sultano Abdülaziz costruì il Palazzo di Çırağan a Ortaköy, dove visse per qualche tempo. Il Palazzo di Çırağan fu anche usato come sede del Parlamento ottomano fino a quando non fu gravemente danneggiato da un incendio nel 1910. Il palazzo fu riparato e restaurato negli anni '80 e oggi è conosciuto come il Çırağan Palace Kempinski Istanbul Hotel, uno degli hotel più lussuosi di Istanbul.
Il famoso architetto tedesco Bruno Taut ha vissuto in una casa che ha progettato a Ortaköy. Rifletteva la sua vita in esilio combinando stili architettonici giapponesi ed europei.
La popolazione di Ortaköy, un tempo notoriamente cosmopolita, ha cominciato a scomparire con l'emigrazione di gruppi minoritari non musulmani.
Dopo la creazione dello stato di Israele nel 1948, la popolazione ebraica diminuì rapidamente. I disordini del 1955 hanno causato l'emigrazione di molti membri delle minoranze di Istanbul, compresi i greci e gli armeni di Ortaköy. Oggi sono rimasti pochissimi non musulmani.
Il 1º gennaio 2017, Ortaköy fu teatro di un attacco terroristico mortale al nightclub Reina, dove centinaia di persone stavano festeggiando il nuovo anno. Il club è stato chiuso e demolito nel maggio 2017.

## Sport
Il club sportivo del quartiere è l'Ortaköy Spor Kulübü.